# Isländische Fußballmeisterschaft 1919
Die isländische Fußballmeisterschaft 1919 war die achte Spielzeit der höchsten isländischen Fußballliga.
Der Titel ging erstmals seit 1912 wieder an KR Reykjavík.

## Abschlusstabelle
| Pl. | Verein             | Sp. | S | U | N | Tore    | Quote | Punkte |
| --- | ------------------ | --- | - | - | - | ------- | ----- | ------ |
| 1.  | KR Reykjavík       | 3   | 2 | 1 | 0 | 005:200 | 2,50  | 05:10  |
| 2.  | Fram Reykjavík (M) | 3   | 2 | 0 | 1 | 013:400 | 3,25  | 04:20  |
| 3.  | Víkingur Reykjavík | 3   | 1 | 1 | 1 | 001:200 | 0,50  | 03:30  |
| 4.  | Valur Reykjavík    | 3   | 0 | 0 | 3 | 000:110 | 0,00  | 0:60   |

| (M) | amtierender isländischer Meister |

### Kreuztabelle
Die Kreuztabelle stellt die Ergebnisse aller Spiele dieser Saison dar. Die Heimmannschaft ist in der ersten Spalte aufgelistet, die Gastmannschaft in der obersten Reihe. Die Ergebnisse sind immer aus Sicht der Heimmannschaft angegeben.
| 1919               | Fram Reykjavík | Víkingur Reykjavík |     | KR Reykjavík |
| Fram Reykjavík     |                | 2:1                | 9:0 | 2:3          |
| Víkingur Reykjavík | –              |                    | n/a | 0:0          |
| Valur Reykjavík    | –              | –                  |     | 0:2          |
| KR Reykjavík       | –              | –                  | –   |              |

- Valur Reykjavík ist beim Spiel gegen Víkingur Reykjavík nicht angetreten. Víkingur wurde daher als Sieger festgelegt, allerdings wurden den beiden Teams – im Gegensatz zur heutigen Praxis – keine Tore zugeschrieben.